# Central Park Zoo
Central Park Zoo is een dierentuin in het stadsdeel Manhattan van de Amerikaanse stad New York. De dierentuin werd geopend in 1864 en bevindt zich in het zuidoosten van Central Park. 

## Geschiedenis
Central Park Zoo werd in 1864 als eerste New Yorkse dierentuin geopend in de vorm van een menagerie. In de jaren dertig van de twintigste eeuw werd de dierentuin heringericht met een centraal plein omringd door gebouwen. In jaren tachtig was Central Park Zoo van 1983 tot 1988 gesloten en werden de ouderwetse kooien vervangen door natuurgetrouwere verblijven.

## Beschrijving
Central Park Zoo omvat drie themagebieden: Tropic Zone met een regenwoudhal met vrijvliegende vogels, terraria en verblijven voor primaten en zebramangoesten, Temperate Territory met verblijven voor onder meer kleine panda's, Japanse makaken, sneeuwpanters en grizzlyberen, en Polar Region met een gebouw waar pinguïns en papegaaiduikers worden gehouden. Op het centrale plein is het verblijf van Californische zeeleeuwen. Op een apart terrein bevindt zich de kinderboerderij, Tisch Children's Zoo.

## Wildlife Conservation Society
Central Park Zoo wordt beheerd door de Wildlife Conservation Society, evenals Bronx Zoo, Queens Zoo en Prospect Park Zoo.